# Once Upon a Holiday
Once Upon a Holiday är en romantisk komedifilm med jultema från 2015, regisserad av James Head. Det är en så kallad TV-film, och debuterade i Hallmark Channel den 25 november 2015.

## Handling
När prinsessan Katie Hollingston av Montsaurai (Briana Evigan) flyr från sitt hov för att utforska New York över jul möter hon en ung man vid namn Jack Langley (Paul Campbell) som visar den vackra främlingen sin hemstad.

## Rollista (urval)
- Briana Evigan som Katie
- Paul Campbell som Jack
- Greg Evigan som George
- Jacqueline Samuda som Margaret Wickersham
- Jay Brazeau som Harry Ballentine

### Fotnoter
1. ↑  ”Once Upon a Holiday” (på engelska). Hallmark Channel. 11 mars 2015. http://www.hallmarkchannel.com/christmas/once-upon-a-holiday. Läst 1 januari 2019.